# Gnathodentex aureolineatus
Gnathodentex aureolineatus är en fiskart som först beskrevs av Lacepède 1802.  Gnathodentex aureolineatus ingår i släktet Gnathodentex och familjen Lethrinidae. Inga underarter finns listade i Catalogue of Life.